# وزارة مصطفى النحاس باشا الخامسة
وزارة مصطفى النحاس باشا الخامسة هي الوزارة الخامسة والخمسون في مصر، صدر المرسوم الملكي بتشكيلها في 4 فبراير 1942.:436:447

## أعضاء الحكومة
| الوزارة                                    | الوزير                         |
| ------------------------------------------ | ------------------------------ |
| رئيس مجلس الوزراء ووزير الداخلية والخارجية | مصطفى النحاس باشا              |
| وزير المالية                               | مكرم عبيد باشا                 |
| وزير العدل                                 | محمد صبري أبو علم              |
| وزير الأشغال العمومية                      | عثمان محرم باشا                |
| وزير الدفاع الوطني                         | أحمد حمدي سيف النصر باشا       |
| وزير الصحة العمومية                        | عبد الفتاح الطويل              |
| وزير المعارف العمومية                      | أحمد نجيب الهلالي بك           |
| وزير الأوقاف                               | علي حسين باشا                  |
| وزير الزراعة                               | عبد السلام فهمي محمد جمعة باشا |
| وزير المواصلات                             | علي زكي العرابي باشا           |
| وزير التجارة والصناعة                      | كامل صدقي بك                   |

## تعديلات
- في 31 مارس 1942 أسندت وزارة الزراعة إلى محمد فؤاد سراج الدين.[2]:414
- في 1 أبريل 1942 أسندت وزارة التموين بالنيابة إلى مكرم عبيد باشا.[2]:278 وأسندت وزارة الشئون الاجتماعية بالنيابة إلى عبد الفتاح الطويل.[2]:433 وأسندت وزارة الوقاية المدنية بالنيابة إلى عثمان محرم.[2]:559
- في 14 مايو 1942 أسندت وزارة التموين إلى أحمد حمزة.[2]:278 وأسندت وزارة الشئون الاجتماعية إلى عبد الحميد عبد الحق.[2]:433 وأسندت وزارة الوقاية المدنية إلى مصطفى نصرت.[2]:559 وأسندت وزارة الأوقاف إلى محمد عبد الهادي الجندي.[2]:216 وأسندت وزارة المواصلات إلى عبد الفتاح الطويل.[2]:539 وأسندت وزارة الصحة العمومية إلى عبد الواحد الوكيل بك.[2]:449